# اسکوا (کلرادو)
اسکوا، کلورادو (به انگلیسی: Acequia, Colorado) در ایالات متحده آمریکا است که در کلرادو واقع شده‌است.

## خصوصیات
اسکوا ۱٬۶۹۴ متر بالاتر از سطح دریا واقع شده‌است.